# 신천동 (서울)
신천동(新川洞)은 서울특별시 송파구의 법정동으로, 행정동상 잠실4동, 6동에 해당한다. 오금로가 두 행정동의 경계를 이룬다.

## 지명 유래
원래는 한강 북쪽의 광진구 자양동에 붙어 있는 육지였으나, 대홍수로 인하여 이곳(현 잠실) 지역의 북쪽에 작은 하천이 생겼다. 그래서 이 하천을 새로 생긴 강이라 하여 ‘새내’, ‘새개천’, ‘신천강’, ‘신천(新川)’이라고 불렀다. 이때부터 불리던 이름이 ‘신천리(新川里)’라는 지명이다.
한편, 서울 지하철 2호선 잠실새내역 일대를 ‘신천(新川)’이라고 부르는데, 이는 법정동 신천동과 유래는 같으나 무관한 지역이다. 이 지역은 예전 잠실섬에 있던 ‘새내마을’ 사람들이 잠실본동 새마을시장 주변으로 이주하였기 때문에 신천이라고 불리게 되었다. 새내마을 앞 중 현재의 육지까지 신천동이었으나 법정동 경계조정으로 잠실동에 편입되었으며, 잠실새내역은 원래부터 잠실동이었다. 잠실지구 개발 과정에서 서울아산병원 일부가 풍납동으로 편입된 대신 잠실4동의 동부 상당 부분은 이동, 풍납동 등에서 편입되었다.

## 연혁
- 1914년 : 경기도 고양군 뚝도면 신천리
- 1949년 8월 13일 : 서울특별시 성동구로 편입[4]
- 1975년 10월 1일 : 관할 행정동을 잠실동에서 잠실4동으로 분리, 강남구로 편입[5]
- 1979년 10월 1일 : 강동구 분리 신설로 편입[6]
- 1980년 7월 1일 : 서부 지역이 잠실6동으로 분리[4]
- 1988년 1월 1일 : 송파구 분리 신설로 편입[7][8]

## 공공도서관
| 도서관명 (독서시설)         | 위 치                         | 이용료 |
| --------------------------- | ----------------------------- | ------ |
| 잠실초등학교 학교개방도서관 | 올림픽로35길 20 (신천동 20-1) | 무료   |

## 학교
- 잠실고등학교
- 잠실중학교
- 서울잠동초등학교
- 서울잠실초등학교
- 서울잠현초등학교

## 교통
- ● 서울 지하철 2호선
  - 잠실나루역
- ● 수도권 전철 8호선
  - 잠실역

## 아파트
| 단지명               | 건설사                                                                 | 시행사 | 주소                          | 입주              | 비고              |
| -------------------- | ---------------------------------------------------------------------- | ------ | ----------------------------- | ----------------- | ----------------- |
| 잠실 파크리오        | 현대건설, 대림산업, 두산건설 삼성물산 건설부문, 쌍용건설, 코오롱글로벌 |        | 올림픽로 435 올림픽로37길 121 | 2008년 8월        | 잠실시영 재건축   |
| 잠실 래미안 아이파크 | 현대산업개발 삼성물산㈜ 건설부문                                       |        | 올림픽로 399                  | 2025년 6월 (예정) | 잠실진주 재건축   |
| 잠실 르엘            | 롯데건설                                                               |        |                               |                   | 미성크로바 재건축 |
| 더샵 스타파크 잠실   | 포스코건설                                                             |        |                               | 2008년 9월        |                   |

## 같이 보기
- 잠실섬
- 잠실동